# Herbert Knorr (Literaturwissenschaftler)
Herbert Knorr (* 1952 in Gelsenkirchen) ist ein deutscher Literaturwissenschaftler und Autor.

## Leben
Als Bankkaufmann war Herbert Knorr von 1969 bis 1973 in seiner Heimatstadt Gelsenkirchen und in Berlin tätig. Er holte 1976 das Abitur auf dem zweiten Bildungsweg nach. Es folgten verschiedene Hospitationen an Theatern (etwa bei Holk Freytag in Moers), Mitarbeit an Zeitungen und Zeitschriften und erste literarische Veröffentlichungen in Anthologien. Von 1976 bis 1982 absolvierte er ein Lehramtsstudium der Germanistik und Geschichte an der Mercator-Universität Duisburg. Bis 1986 war er dort auch wissenschaftlicher Mitarbeiter im Fach Germanistik. 1988 folgte die Promotion mit einer Dissertation zum Thema Experiment und Spiel über das Erzählwerk Arthur Schnitzlers.
Von 1988 bis 1994 war Knorr wissenschaftlicher Mitarbeiter bei der Gruppe Gelsenkirchener Autoren e.V. und dabei beim Aufbau eines Arbeitslosentheaters, bei Hörspielprojekten und der Entwicklung von literarischen Reihen und Projekten tätig. Seit 1994 ist er Leiter des Westfälischen Literaturbüros in Unna und zuständig für Autoren-, Lese- und Literaturförderung in Nordrhein-Westfalen. Hierbei arbeitet er in Projekten mit Autoren wie Raoul Schrott, Katja Lange-Müller, Burkhard Spinnen, Kathrin Schmidt und anderen zusammen.
Herbert Knorr ist und war zudem Mitglied in zahlreichen literarischen Jurys, so u. a.
- 1994–1996 im Hörspielbeirat der Filmstiftung Düsseldorf,
- 1996 in der Jury „Annette von Droste-Hülshoff-Preis“ (vergeben für 1997 an Sarah Kirsch), seit
- 2000 durchgehend in der Jury Ernst-Meister-Preis Hagen.

Auch ist er Mitglied auf Lebenszeit in der Literaturkommission Westfalen.

## Werke
Knorr fertigte eigene Arbeiten über Arthur Schnitzler, Johann Wolfgang von Goethe, Friedrich Dürrenmatt, Martin Walser u. a.; dazu Satiren, Hörfunkarbeiten und verantwortete zahlreiche Herausgeberschaften wie Essaybände, Romanreihen oder drei Krimistory-Bände Mord am Hellweg (Grafit, Dortmund 2002, 2004 und 2006 – zus. mit H. P. Karr). 2003 verfasste er gemeinsam mit Wolfgang Thiele das Sachbuch Der Himmel ist unter uns. Die Entdeckung des ersten Weltwunder zwischen Rhein und Weser, Lippe, Ruhr und Main (Henselowsky Boschmann Verlag). Im Herbst 2016 erschien Herbert Knorrs Roman Schitt häppens. Von Serienmördern und Stehpinklern. Mord und Totschlach aussen Pott ebenfalls beim Henselowsky Boschmann Verlag.
Herbert Knorr ist Ideengeber und einer der Festivalleiter der Krimifestival-Biennale Mord am Hellweg – Tatort Ruhr, Europas größtes internationales Krimifestival, sowie Mit-Organisator des mit 11.111 Euro dotierten ersten Preises für europäische Krimiliteratur, den Ripper Award.

## Auszeichnungen
- 1977: Förderpreis Literatur der Stadt Gelsenkirchen
- 2017: Glauser Ehrenpreis, zusammen mit Sigrun Krauß